# 潮汐發電
潮汐發電（Tidal power generation）是種水力發電的形式，利用潮汐水流的移動，或是潮汐海面的升降，自其中取得能量。雖然尚未被廣泛使用，潮汐發電對於未來的電力供應有很好的潛力。此外它比風能、太陽能都更容易預測，在歐洲利用潮汐推動磨坊已經有上千年的歷史，主要用於研磨穀物。

## 系統
潮汐發電主要有兩種形式
- 潮流式系統(tidal current power)：這是利用海水流動的動能，推動渦輪發電機，與風推動風車的方式類似。這是目前比較常用的方式，因為成本比較低廉，而且對生態環境的影響比較小。
- 堰壩式系統(tidal barrage)：這是利用海水潮汐高低差的位能。這種系統由於需要建造堰壩等的相應土木工程，所以成本較高。還有對環境影響的問題，這種系統在世界上可以看到的很少。

近代渦輪技術的進步，有助於潮汐發電系統大量安裝在海中，支持電力的供應。特別是潮流式發電機的設計。潮流式發電機可以安裝在水流匯集，速度高的區域，幾乎所有河川流入海灣或是匯流，水流集中的區域，都屬於這樣的地區。

## 發電站
潮汐發電站(tidal power station)是水力发电站的一种，利用潮汐现象发电。在具备潮汐发电条件的海湾（或感潮河口）修建水库，当海水（或江水）的水位上涨时水库蓄水，当海水（或江水）的下落时，水库水位与外海潮位之间形成一定潮差，堤坝出水口处的水轮发电机组受到海水（或江水）驱动而发电。潮汐发电站有三种形式：单库单向电站、单库双向电站和双库双向电站。

## 歷史
- 1913年，德国在北海海岸建立了世界上第一座潮汐發電站。
- 1957年，中国在山东建成了中国第一座潮汐發電站。
- 1967年，法国朗斯潮汐发电站（英语：Rance tidal power plant）建成，这是世界上第一座具有经济价值，而且也是当时世界上最大的潮汐发电站。

## 参閱
- 潮汐能
- 潮汐發電廠列表